# Saulius Skvernelis

Skvernelis em 2024.

Saulius Skvernelis (23 de julho de 1970) é um político lituano que serviu como primeiro-ministro da Lituânia de 22 de novembro de 2016 até 25 de novembro de 2020. Ele também é membro da Seimas. Anteriormente ele foi comissário da política e foi Ministro do Interior de 2014 a 2016.